# Skanee
Skanee es un lugar designado por el censo ubicado en el condado de Baraga en el estado estadounidense de Míchigan. En el Censo de 2020 tenía una población de 102 habitantes y una densidad poblacional de 8,15 habitantes por km². Fue incluido como CDP en el censo de 2020. 

## Geografía
Skanee se encuentra ubicado en las coordenadas 46°52′35″N 88°12′51″O / 46.87639, -88.21417.  Según la Oficina del Censo de los Estados Unidos,  tiene una superficie total de 12,51 km², de la cual 12,26 km² corresponden a tierra firme y 0,25  km² a agua.